# ماكس أبل
ماكس أبل (بالإنجليزية: Max Apple)‏ (22 أكتوبر 1941، غراند رابيدز في الولايات المتحدة)؛ كاتِب ومؤلِّف، أستاذ جامعي، كاتب سيناريو وروائي أمريكي. درس في جامعة ميشيغان.

## الجوائز
- زمالة غوغنهايم

## روابط خارجية
- ماكس أبل على موقع IMDb (الإنجليزية)
- ماكس أبل على موقع الموسوعة البريطانية (الإنجليزية)
- ماكس أبل على موقع إن إن دي بي (الإنجليزية)
- ماكس أبل على موقع قاعدة بيانات الفيلم (الإنجليزية)